# Портбайкальское муниципальное образование
Портбайка́льское муниципа́льное образова́ние — сельское поселение в составе Слюдянского района Иркутской области.
В состав муниципального образования входит один населённый пункт — посёлок Байкал.

## История
До 14 января 2014 года — городское поселение. С 14 января 2014 — сельское поселение.

## Границы
Согласно закону «О статусе и границах муниципальных образований Слюдянского района Иркутской области»

…С севера Портбайкальское муниципальное образование граничит с Иркутским районом Иркутской области. Граница начинается от Иркутского водохранилища, идёт в юго-западном направлении по пади Малолетняя, далее следует ломаной линией в западном направлении до границы с Маритуйским муниципальным образованием. С запада муниципальное образование граничит с Маритуйским муниципальным образованием. Граница начинается от истока р. Большая Крутая Губа в юго-западном направлении на расстоянии 3 км 800 м, затем поворачивает в юго-восточном направлении до оз. Байкал. Протяженность западной границы составляет 7 км 200 м. С юга граница на всём своём протяжении проходит по береговой линии оз. Байкал. Начало границы от 139 км 600 м до истока р. Ангара. С востока муниципальное образование граничит с Иркутским водохранилищем. Граница начинается от истока Ангары и идёт в северо-западном направлении по левому берегу Иркутского водохранилища до водораздела Малолетняя.

## Население
| 2010 | 2011 | 2012 | 2013 | 2014 | 2015 | 2016 |
| ---- | ---- | ---- | ---- | ---- | ---- | ---- |
| 425  | ↘424 | ↗425 | ↗427 | ↗428 | ↘413 | ↘402 |
| 2017 |      |      |      |      |      |      |
| ↘400 |      |      |      |      |      |      |